# Hornsundtind
Der Hornsundtind ist ein 1429 Meter hoher Berg des Svalbard-Archipels im Arktischen Ozean.

## Geschichte

### Entstehung des Namens
Der Hornsundtind wurde nach dem direkt nördlich liegenden Fjord Hornsund benannt, wobei das norwegische tind für Spitze steht. William Martin Conway erwähnt diese Bezeichnung bereits 1897 neben dem bei englischen Wälfängern gebräuchlichen Mount Hedgehog. Auf der 1919 erstellten Spitzbergen-Karte des norwegischen Polarforschers Gunnar Isachsen ist der Gipfel als Hornsundtind verzeichnet.

### Erstbesteigung
Die Erstbesteigung des Hornsundtind gelang einer von Herbert Rieche geführten deutschen Bergsteiger-Expedition im Jahr 1938. Im Vergleich zu den höheren Bergen Newtontoppen und Perriertoppen im Nordosten von Spitzbergen, gestaltet sich eine Besteigung des Hornsundtind deutlich schwieriger.

## Lage und Umgebung
Der Hornsundtind erhebt sich markant am südlichen Ufer des Hornsund ganz im Norden des Sørkapp-Landes auf der Insel Spitzbergen. Vom Gipfel gehen Grate nach Osten (Tindegga) und nach Südwesten (Conwaykammen) ab. Dem südwestlichen Grat angeschlossen folgt der 1383 moh. hohe Berg Mehesten.
Der Hornsundtind und der Mehesten sind die beiden höchsten Berge des Sørkapp-Landes.